# Barker Ranch
Il Barker Ranch era un ranch situato nella contea di Inyo, nel deserto della Valle della Morte in California. Utilizzato come proprietà mineraria e ricreativa dagli anni quaranta agli anni sessanta, è tristemente famoso per la sua associazione con Charles Manson e i suoi seguaci, la "Famiglia Manson", che vi si trasferirono nel 1969 utilizzandolo come ultima base logistica.

## Storia
I resti del Barker Ranch si trovano in una valle piena di rocce e massi nel Panamint Range, una breve e robusta catena montuosa a blocchi di faglie nel deserto del Mojave settentrionale, all'interno del Parco nazionale della Valle della Morte nella California orientale. Il luogo è difficilmente raggiungibile, essendo accessibile solo tramite strade sabbiose, sterrate e accidentate. Alcuni torrenti alimentano questa piccola valle e forniscono una folta vegetazione.
Bluch e Helen Thomason iniziarono la costruzione del ranch circa nel 1940. Originariamente veniva utilizzato come magazzino e negozio di alimentari per le attività minerarie che si svolgevano in zona. La coppia costruì anche una piccola baracca e la residenza principale, fornita di elettricità da un mulino a vento ed un generatore, e di acqua potabile proveniente da una sorgente vicina e raccolta in un serbatoio sul retro fatto di cemento e pezzi di roccia. Nel 1950, Bluch Thomason morì e il ranch divenne una residenza stagionale per le vacanze. Il ranch fu venduto a James e Arlene Barker nel 1956. I Barker ampliarono la casa principale e costruirono altri edifici.

### Myers Ranch
La proprietà più vicina al Barker Ranch è il Myers Ranch, costruito nel 1932 da Bill e Barbara Myers. La famiglia Myers vi risiedette fino al 1960 quando decisero di trasferirsi a Fresno. Il Myers Ranch andò distrutto in un incendio nel 1999 e fu completamente ricostruito. Attualmente il ranch è un terreno di 16 acri facente parte del Parco nazionale della Valle della Morte, ed è un rifugio privato ancora della famiglia Myers.
Durante una riunione tenutasi al Myers Ranch, Charles Manson spiegò ai membri della Family seduti attorno a un fuoco, che i tumulti razziali erano stati predetti dai Beatles. Le canzoni del White Album, disse, dicevano tutto in codice. Infatti, secondo lui, il disco era diretto proprio alla Family, un gruppo di eletti da istruire e avvertire nell'imminenza del disastro causato dalla guerra razziale, che lui aveva battezzato "Helter Skelter" come un brano contenuto nell'album.

### Charles Manson

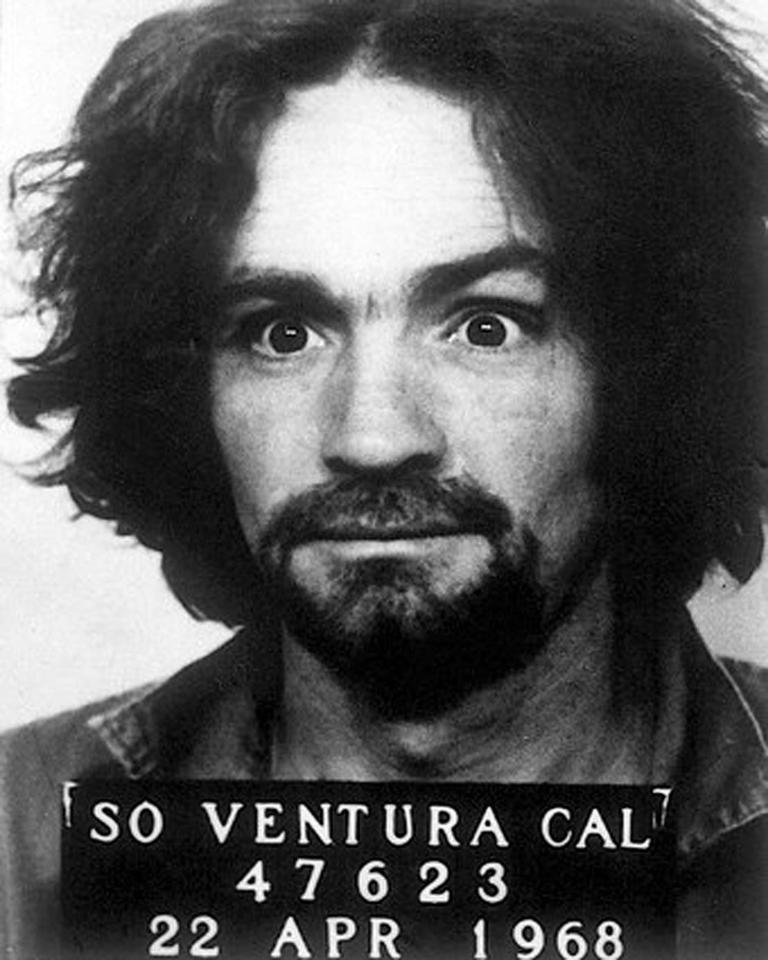
Charles Manson in una foto segnaletica del 1968.

Nel 1968, Charles Manson venne a sapere dell'esistenza del Myers Ranch da una delle sue seguaci, Catherine Gillies detta "Cappy", nipote di Barbara Myers. A partire dal settembre 1968, Manson e la Family cominciarono a soggiornare presso il ranch e Charlie scoprì anche il vicino Barker Ranch. Gli edifici abitativi del Barker erano in miglior stato di conservazione rispetto a quelli del Myers, e allora la Family si trasferì lì, ottenendo il permesso dalla stessa Arlene Barker di utilizzare la proprietà in stato di semi-abbandono come base temporanea, in cambio di vari lavori di ristrutturazione. Per ringraziarla, Manson regalò ad Arlene uno dei dischi d'oro dei Beach Boys rubati in casa di Dennis Wilson. I vari membri della Family vissero in periodi diversi in entrambi i luoghi nel biennio 1968-1969. Manson ordinò anche a Catherine di uccidere sua nonna in modo da farsi intestare prima la proprietà del ranch per poi ereditarlo, ma il piano andò a monte a causa di un banale imprevisto. Se non fosse stato per una gomma a terra che fermò l'auto dei killer, Barbara Myers sarebbe morta per mano di sua nipote.
L'ufficio dello sceriffo della contea di Inyo, coadiuvato dalla California Highway Patrol, effettuarono delle retate al ranch il 10 e 12 ottobre 1969. Gli agenti arrestarono in loco due dozzine di persone, incluso Charles Manson, che per non farsi prendere si era nascosto in un armadietto sotto il lavandino del bagno dei Barker. I raid erano stati organizzati per individuare i responsabili di vari atti di vandalismo e di furti d'auto commessi nella zona, e le forze dell'ordine non sapevano di aver arrestato i responsabili dell'Eccidio di Cielo Drive e del duplice omicidio dei coniugi LaBianca, dell'agosto precedente.
All'inizio del 1970, alcuni membri della Manson Family furono filmati da Robert Hendrickson al Barker Ranch, per il suo documentario Manson e la famiglia di Satana.
Nel 1971, Arlene Barker cedette la proprietà del ranch al governo. Nel 1976, il ranch divenne parte della California Desert Conservation Area. Nel 1994, è stato incorporato nel Parco nazionale della Valle della Morte.

### Eventi successivi
All'inizio del 2008, dopo decenni di voci persistenti che indicavano la possibilità di ulteriori vittime della Famiglia Manson, gli investigatori forensi condussero delle ricerche presso i resti del Barker Ranch. Seguendo il sospetto che la Family avesse ucciso vari autostoppisti e vagabondi giunti in loco durante il periodo nel quale i membri del gruppo soggiornarono al Barker, gli investigatori individuarono "due probabili tombe clandestine; ... e una fossa aggiuntiva meritevole di ulteriori indagini". Il 28 marzo la CNN riferì che lo sceriffo della contea di Inyo, aveva messo in dubbio i metodi impiegati con i cani da ricerca, e quindi ordinato ulteriori test prima di autorizzare qualsiasi scavo nel sito. Il 9 maggio, dopo un ritardo causato da un guasto agli equipaggiamenti per le verifiche, lo sceriffo annunciò che i risultati dei test erano stati inconcludenti e che lo "scavo esplorativo" sarebbe iniziato il 20 maggio. Nel frattempo, dal carcere Charles "Tex" Watson commentò pubblicamente che "nessuno era stato ucciso nel Barker Ranch" durante il mese e mezzo nel quale era stato presente in loco, dopo gli omicidi Tate–LaBianca. Il 21 maggio, dopo due giorni di scavi, lo sceriffo pose fine alle ricerche; erano state scavate quattro potenziali tombe ma non era stato trovato alcun resto umano.
Nel maggio del 2009, un incendio ha distrutto gran parte degli edifici del ranch, e sono rimaste in piedi solo alcune fondamenta.